# Spoorlijn Bonn - Poppelsdorf
De spoorlijn Bonn - Poppelsdorf ook wel Wesselbahn genoemd was een Duitse spoorlijn.

## Geschiedenis
Het traject van de Wesselbahn werd in 1890 als Kleinbahn in Bonn geopend. Het verbond de Porzellan- und Steingutfabrik Ludwig Wessel in Poppelsdorf met het Goederen station in Bonn. Tevens was er een directe verbinding met de Voreifelbahn.
Op een paar restanten werden alle sporen opgebroken.

## Plannen
Er bestaan plaanen om een deel van het voormalig traject te gebruiken voor de aanleg van de Hardtbergbahn, een stadbahn lijn van de SSB naar het stadsdeel Hardtberg.